# Paolo Acerbis
Paolo Acerbis (Clusone, 5 maggio 1981) è un calciatore italiano, portiere del Ponte San Pietro.

## Carriera
Muove i suoi primi passi nel settore giovanile dell'Alzano Virescit, prima di essere tesserato dall'Albinoleffe, con cui disputa sei campionati, contribuendo alla promozione in Serie B dei seriani.
Il 1º agosto 2005 passa in prestito con diritto di riscatto al Livorno. Esordisce in Serie A il 5 febbraio 2006 in Livorno-Messina (2-2). Colleziona un'altra presenza il 14 maggio contro il Siena. A fine stagione rientra a Bergamo.
Messo fuori rosa per non aver trovato l'accordo per il rinnovo contrattuale, il 31 gennaio 2008 passa a titolo definitivo alla Triestina. Esordisce con gli alabardati il 1º marzo 2008 in Mantova-Triestina (2-0). Il 12 luglio 2008 viene ingaggiato a titolo definitivo dal Grosseto, firmando un contratto triennale. Esordisce con i maremmani il 17 agosto in Grosseto-Cavese (4-2), valida per il secondo turno di Coppa Italia. Durante la sua parentesi in biancorosso è stato spesso oggetto di critiche a causa di alcune prestazioni non convincenti.
Il 3 gennaio 2009 passa in prestito con diritto di riscatto al Catania, in uno scambio di prestiti che porta in biancorosso Ciro Polito. Esordisce con gli etnei all'ultima giornata di campionato in Bologna-Catania (3-1). Terminato il prestito, rientra a Grosseto. Titolare la stagione successiva, da metà campionato in poi, a causa di continui acciacchi dovuti alla pubalgia, perde il posto tra i pali a favore di Caparco. Dopo che quest'ultimo viene messo fuori rosa, si riprende il posto da titolare.
Il 31 agosto 2010 passa a titolo definitivo al L.R. Vicenza. Disputa la sua unica presenza con i berici il 26 maggio 2012 in Reggina-Vicenza (0-3), subentrando nei minuti finali al posto di Carlo Pinsoglio. Al termine della stagione rimane svincolato. Il 19 giugno 2015 viene ingaggiato Seregno, in Serie D. Il 30 gennaio 2020, dopo alcune esperienze nelle serie dilettantistiche, firma con la Giana Erminio, in Serie C.

## Calcioscommesse
Il 28 maggio 2012 viene arrestato con l'accusa di associazione a delinquere finalizzato alla truffa sportiva, nell'ambito dell'inchiesta sul calcioscommesse. L'11 settembre seguente la Commissione disciplinare ritiene congrua la sua richiesta di patteggiamento a 2 anni e 6 mesi di squalifica e 10 000 euro di ammenda. Secondo un'informatica del Servizio Centrale Operativo della polizia, tra Acerbis e il pentito Carlo Gervasoni ci furono 7 contatti. Il 9 febbraio 2015 la procura di Cremona termina le indagini e formula per lui e altri indagati le accuse di associazione a delinquere e frode sportiva. Nel luglio 2019 il tribunale di Bologna ha dichiarato estinta l'accusa di partecipazione ad associazione a delinquere per Acerbis e per altri 25 imputati.

## Statistiche

### Presenze e reti nei club
Statistiche aggiornate al 2 maggio 2021.
| Stagione             | Squadra              | Campionato           | Campionato | Campionato | Coppe nazionali | Coppe nazionali | Coppe nazionali | Coppe continentali | Coppe continentali | Coppe continentali | Altre coppe | Altre coppe | Altre coppe | Totale | Totale |
| Stagione             | Squadra              | Comp                 | Pres       | Reti       | Comp            | Pres            | Reti            | Comp               | Pres               | Reti               | Comp        | Pres        | Reti        | Pres   | Reti   |
| -------------------- | -------------------- | -------------------- | ---------- | ---------- | --------------- | --------------- | --------------- | ------------------ | ------------------ | ------------------ | ----------- | ----------- | ----------- | ------ | ------ |
| 1999-2000            | AlbinoLeffe          | C1                   | 0          | 0          | CI-C            | 0               | 0               | -                  | -                  | -                  | -           | -           | -           | 0      | 0      |
| 2000-2001            | AlbinoLeffe          | C1                   | 2          | -1         | CI-C            | 0               | 0               | -                  | -                  | -                  | -           | -           | -           | 2      | -1     |
| 2001-2002            | AlbinoLeffe          | C1                   | 20         | -20        | CI-C            | 1               | -3              | -                  | -                  | -                  | -           | -           | -           | 21     | -23    |
| 2002-2003            | AlbinoLeffe          | C1                   | 31+4       | -32 + -6   | CI+CI-C         | 2+0             | -4              | -                  | -                  | -                  | -           | -           | -           | 37     | -42    |
| 2003-2004            | AlbinoLeffe          | B                    | 40         | -52        | CI              | 1               | -2              | -                  | -                  | -                  | -           | -           | -           | 41     | -54    |
| 2004-2005            | AlbinoLeffe          | B                    | 35         | -47        | CI              | 3               | -3              | -                  | -                  | -                  | -           | -           | -           | 38     | -50    |
| 2005-2006            | Livorno              | A                    | 2          | -2         | CI              | 0               | 0               | -                  | -                  | -                  | -           | -           | -           | 2      | -2     |
| 2006-2007            | AlbinoLeffe          | B                    | 29         | -28        | CI              | 2               | -3              | -                  | -                  | -                  | -           | -           | -           | 31     | -31    |
| 2007-gen. 2008       | AlbinoLeffe          | B                    | 0          | 0          | CI              | 0               | 0               | -                  | -                  | -                  | -           | -           | -           | 0      | 0      |
| Totale AlbinoLeffe   | Totale AlbinoLeffe   | Totale AlbinoLeffe   | 157+4      | -180 + -6  |                 | 9               | -15             |                    | -                  | -                  |             | -           | -           | 170    | -201   |
| gen.-giu. 2008       | Triestina            | B                    | 1          | -2         | CI              | -               | -               | -                  | -                  | -                  | -           | -           | -           | 1      | -2     |
| 2008-gen. 2009       | Grosseto             | B                    | 15         | -21        | CI              | 2               | -5              | -                  | -                  | -                  | -           | -           | -           | 17     | -26    |
| gen.-giu. 2009       | Catania              | A                    | 1          | -3         | CI              | -               | -               | -                  | -                  | -                  | -           | -           | -           | 1      | -3     |
| 2009-2010            | Grosseto             | B                    | 27         | -38        | CI              | 1               | -2              | -                  | -                  | -                  | -           | -           | -           | 28     | -40    |
| Totale Grosseto      | Totale Grosseto      | Totale Grosseto      | 42         | -59        |                 | 3               | -7              |                    | -                  | -                  |             | -           | -           | 45     | -66    |
| 2010-2011            | L.R. Vicenza         | B                    | 0          | 0          | CI              | 0               | 0               | -                  | -                  | -                  | -           | -           | -           | 0      | 0      |
| 2011-2012            | L.R. Vicenza         | B                    | 1          | 0          | CI              | 0               | 0               | -                  | -                  | -                  | -           | -           | -           | 1      | 0      |
| Totale Vicenza       | Totale Vicenza       | Totale Vicenza       | 1          | 0          |                 | 0               | 0               |                    | -                  | -                  |             | -           | -           | 1      | 0      |
| 2015-2016            | Seregno              | D                    | 9+2        | -10 + -2   | CI-D            | 4               | -2              | -                  | -                  | -                  | -           | -           | -           | 15     | -14    |
| 2016-2017            | Trevigliese          | Ecc.                 | 20+2       | -17 + -1   | CI-Dil          | 0               | 0               | -                  | -                  | -                  | -           | -           | -           | 22     | -18    |
| 2017-2018            | Trevigliese          | Ecc.                 | 26         | -35        | CI-Dil          | 0               | 0               | -                  | -                  | -                  | -           | -           | -           | 26     | -35    |
| Totale Trevigliese   | Totale Trevigliese   | Totale Trevigliese   | 46+2       | -52 + -1   |                 | 0               | 0               |                    | -                  | -                  |             | -           | -           | 48     | -53    |
| 2018-2019            | Tritium              | Ecc.                 | 28+5       | -23 + -1   | CI-Dil          | 1               | -1              | -                  | -                  | -                  | -           | -           | -           | 34     | -25    |
| 2019-gen. 2020       | Tritium              | D                    | 20         | -25        | CI-D            | 0               | 0               | -                  | -                  | -                  | -           | -           | -           | 20     | -25    |
| Totale Tritium       | Totale Tritium       | Totale Tritium       | 48+5       | -48 + -1   |                 | 1               | -1              |                    | -                  | -                  |             | -           | -           | 54     | -50    |
| gen.-giu. 2020       | Giana Erminio        | C                    | 0+2        | -2         | CI-C            | -               | -               | -                  | -                  | -                  | -           | -           | -           | 2      | -2     |
| 2020-2021            | Giana Erminio        | C                    | 25         | -30        | -               | -               | -               | -                  | -                  | -                  | -           | -           | -           | 25     | -30    |
| Totale Giana Erminio | Totale Giana Erminio | Totale Giana Erminio | 25+2       | -30 + -2   |                 | -               | -               |                    | -                  | -                  |             | -           | -           | 27     | -32    |
| Totale carriera      | Totale carriera      | Totale carriera      | 347        | -398       |                 | 17              | -25             |                    | -                  | -                  |             | -           | -           | 364    | -423   |

## Palmarès

### Club

#### Competizioni nazionali
- Coppa Italia Serie C: 1

Albinoleffe: 2001-2002